# Wenzel I. (Troppau)
Wenzel I. von Troppau (tschechisch Václav I. Opavský; * um 1361; † 1381) war 1367–1381 Herzog von Troppau. Er entstammte dem Troppauer Zweig der böhmischen Přemysliden.

## Leben
Seine Eltern waren Nikolaus II. von Troppau und dessen dritte Ehefrau Jutta († nach 1378), Tochter des Herzogs Boleslaw II. von Falkenberg.
Nach dem Tod des Vaters 1365 standen Wenzel I. und dessen jüngerer Bruder Přemysl I. zunächst unter der Vormundschaft ihres ältesten Bruders Johann I., der vorab als Alleinerbe das Herzogtum Ratibor erbte. Nach Erbstreitigkeiten wurde 1367 das Herzogtum Troppau unter die vier Brüder geteilt. Nach einer neuerlichen Teilung 1377, als Wenzel und Přemysl I. bereits volljährig waren, wurde für Johann I. das Gebiet von Jägerndorf sowie die Herrschaft Freudenthal ausgegliedert und für den zweitgeborenen Nikolaus III. das Gebiet von Leobschütz. Das so verkleinerte Herzogtum Troppau erhielten gemeinsam die jüngeren Brüder Wenzel I. und Přemysl I.
Wenzel I. starb im Alter von etwa 20 Jahren ohne Nachkommen 1381. Erbe und Fortsetzer der přemyslidischen Linie Troppau wurde sein jüngerer Bruder Přemysl I.